# Mike Flanagan (réalisateur)
Pour les articles homonymes, voir Flanagan.
Ne doit pas être confondu avec Mike Flanagan (baseball).
Mike Flanagan est un réalisateur, scénariste, producteur et monteur américain, né le 20 mai 1978 à Salem dans le Massachusetts.

## Biographie

### Jeunesse et formation
Mike Flanagan est né en 1978 à Salem dans le Massachusetts où il vit brièvement. Son père travaillant pour la garde côtière des États-Unis, sa famille déménage souvent. Il fait ses études supérieures à l'université de Towson dans le Maryland. Il est diplômé (Bachelor of Arts) en « Electronic Media & Film » en matière principale et en « Theater » en matière secondaire.

### Vie privée
Mike Flanagan se marie à l'actrice Kate Siegel en février 2016, avec qui il a deux enfants — une fille et un garçon. Il a un autre fils, d’une relation avec l’actrice Courtney Bell rencontrée en plein tournage de son film Absentia.

## Carrière

### 2011-2016: début et percée dans l'horreur
Après avoir travaillé sur plusieurs projets en tant que monteur, Mike Flanagan réalise son premier long-métrage, Absentia, en 2011. Le film reçoit des critiques globalement positives.
Il enchaîne ensuite avec The Mirror en 2013, puis Pas un bruit en 2016. Ces deux films confirment son talent de réalisateur, salué par la critique pour sa maîtrise de la tension et de l’atmosphère,.
Son premier projet d’envergure qui le propulse véritablement sur le devant de la scène est Ouija : Les Origines, sorti également en 2016. Bien que suite d’un film peu apprécié, ce préquelle s’avère être un succès critique et commercial, rapportant plus de 80 millions de dollars au box-office pour un budget de seulement 12 millions. Les critiques louent notamment le film pour sa réalisation soignée et le considèrent largement supérieur à son prédécesseur,.

### 2017-2023: confirmation et collaboration avec Netflix
À partir de 2017, Mike Flanagan entame une collaboration fructueuse avec Netflix. Il y réalise d’abord Jessie (Gerald’s Game), adaptation du roman de Stephen King, sortie en 2017, puis la série d'anthologie The Haunting (2018-2020), dont les deux saisons rencontrent un grand succès critique. Adaptée de deux grands classiques de la littérature fantastique (Maison hantée de Shirley Jackson et Le Tour d'écrou de Henry James), The Haunting est notamment saluée pour sa mise en scène, son écriture émotionnelle et sa capacité à mêler horreur et drame familial. Certains critiques la décrivent même comme l’une des meilleures séries d’horreur jamais produites,.
Flanagan poursuit sa collaboration avec la plateforme en écrivant, réalisant et produisant trois autres séries : Sermons de minuit (Midnight Mass) en 2021, The Midnight Club en 2022 et La Chute de la maison Usher en 2023,,. Ces œuvres sont elles aussi bien accueillies par la critique, consolidant sa réputation de maître de l’horreur psychologique. L’ensemble de ses projets a donné naissance à l’expression « Flanaverse », utilisée par les fans et les critiques pour désigner l’univers cohérent qu’il développe à travers ses différentes créations,.
Parallèlement à son travail sur Netflix, Flanagan signe également un retour au cinéma avec Doctor Sleep (2019), autre adaptation d'un roman de Stephen King. Le film est à la fois un succès critique et commercial, salué pour sa capacité à rendre hommage à l’œuvre originale tout en affirmant sa propre identité,.

### Depuis 2024
En 2023, Mike Flanagan décide de mettre fin à sa collaboration avec Netflix, notamment après l’annulation de The Midnight Club qui ne connaît pas de seconde saison. Il rejoint alors Amazon Prime Video, avec qui il développe plusieurs nouveaux projets,.
Parallèlement, il écrit et réalise The Life of Chuck (2025), une adaptation d’un roman court de Stephen King tirée du recueil Si ça saigne. Le film est bien accueilli par la critique et remporte le People’s Choice Award au Festival international du film de Toronto, confirmant une nouvelle fois la capacité de Flanagan à adapter l’univers de Stephen King avec sensibilité et originalité.
Toujours dans l’univers de l’horreur, le réalisateur est également choisi pour diriger un nouveau volet de la saga L’Exorciste, dont la sortie est prévue pour 2026.
Enfin, Flanagan officialise le développement de sa prochaine série, Carrie, une nouvelle adaptation du célèbre roman de Stephen King. Prévue pour Amazon Prime, cette série marque une nouvelle étape dans la collaboration entre le réalisateur et la plateforme, tout en poursuivant sa fidélité à l’œuvre de King.

## Filmographie

### En tant que réalisateur

#### Films
- 2000 : Makebelieve (film d'étudiant)
- 2001 : Still Life (film d'étudiant)
- 2003 : Ghosts of Hamilton Street (film d'étudiant)
- 2011 : Absentia
- 2013 : The Mirror (Oculus)
- 2016 : Pas un bruit (Hush)
- 2016 : Ne t'endors pas (Before I Wake)
- 2016 : Ouija : les origines (Ouija: Origin of Evil)
- 2017 : Jessie (Gerald's Game)
- 2019 : Doctor Sleep
- 2024 : The Life of Chuck

#### Court métrage
- 2006 : Oculus: Chapter 3 - The Man with the Plan

#### Séries télévisées
- 2001 : The Firefighter Combat Challenge
- 2003 : The Gleib Show (2 épisodes)
- 2018 - 2020 : The Haunting (19 épisodes)
- 2021 : Sermons de minuit (7 épisodes)
- 2022 : The Midnight Club (10 épisodes)
- 2023 : La Chute de la maison Usher (8 épisodes)
- 2026 : Carrie (8 épisodes)

### En tant que scénariste

#### Films
- 2000 : Makebelieve de lui-même
- 2001 : Still Life de lui-même
- 2003 : Ghosts of Hamilton Street de lui-même
- 2011 : Absentia de lui-même
- 2013 : The Mirror (Oculus) de lui-même
- 2016 : Pas un bruit (Hush) de lui-même
- 2016 : Ne t'endors pas (Before I Wake) de lui-même
- 2016 : Ouija : Les Origines (Ouija: Origin of Evil) de lui-même
- 2017 : Dobaara: See Your Evil de Prawaal Raman (seulement le script original)
- 2017 : Jessie (Gerald's Game) de lui-même
- 2019 : Doctor Sleep de lui-même
- 2024 : The Life of Chuck de lui-même
- 2024 : V/H/S/Beyond - segment Stowaway de Kate Siegel

#### Court métrage
- 2006 : Oculus: Chapter 3 - The Man with the Plan de lui-même

#### Séries télévisées
- 2001 : The Firefighter Combat Challenge
- 2003 : The Gleib Show (2 épisodes)
- 2018 - 2020 : The Haunting (10 épisodes)
- 2022 : The Midnight Club (coscénariste des 10 épisodes)
- 2026 : Carrie

### En tant que producteur

#### Films
- 2001 : Still Life de lui-même
- 2011 : Absentia de lui-même
- 2017 : Dobaara: See Your Evil de Prawaal Raman
- 2024 : The Life of Chuck de lui-même

#### Court métrage
- 2006 : Oculus: Chapter 3 - The Man with the Plan de lui-même

#### Séries télévisées
- 2001 : The Firefighter Combat Challenge
- 2001 : The Best Ranger Challenge
- 2003 : The Gleib Show (2 épisodes)
- 2018 - 2020 : The Haunting (19 épisodes)
- 2026 : Carrie

### En tant que monteur

#### Films
- 2000 : Makebelieve de lui-même
- 2001 : Still Life de lui-même
- 2003 : Cold Harbor de Tom Brandau (vidéo)
- 2003 : Ghosts of Hamilton Street de lui-même
- 2011 : Absentia de lui-même
- 2013 : The Mirror (Oculus) de lui-même
- 2016 : Pas un bruit (Hush) de lui-même
- 2016 : Ne t'endors pas (Before I Wake) de lui-même
- 2016 : Ouija : Les Origines (Ouija: Origin of Evil) de lui-même
- 2017 : Jessie (Gerald's Game) de lui-même
- 2019 : Doctor Sleep de lui-même

#### Court métrage
- 2006 : Oculus: Chapter 3 - The Man with the Plan de lui-même (non crédité)

#### Séries télévisées
- 2001 : The Firefighter Combat Challenge
- 2001 : The Best Ranger Challenge
- 2003 : The Gleib Show (2 épisodes)
- 2005 : Untold Stories of the ER (saison 1, épisode 9 : How Can This Happen?)
- 2007 : Bone Detectives
- 2008 : Your Place or Mine?
- 2008 : Super Swank
- 2008-2009 : Machines of Malice (5 épisodes)
- 2009 : Pinks: All Out (2 épisodes)
- 2009 : Million Dollar Listing Los Angeles (2 épisodes)
- 2009-2010 : Most Daring (31 épisodes)
- 2010 : Design School (3 épisodes)
- 2010 : Hot in Cleveland (saison 2, épisode 0 : Behind the Hotness)
- 2011 : Hogs Gone Wild (saison 1, épisode 2 : A Feral Fight)
- 2011 : Extra Yardage
- 2018 : The Haunting (saison 1, épisode 1 : Steven Sees a Ghost)
- 2020 : The Haunting (saison 2)